# Markowski Monaster Świętej Trójcy w Witebsku
Markowski Monaster Świętej Trójcy – prawosławny męski klasztor w Witebsku, w jurysdykcji eparchii witebskiej i orszańskiej Egzarchatu Białoruskiego Patriarchatu Moskiewskiego. 
Według niektórych źródeł pierwszy monaster na miejscu funkcjonującej obecnie wspólnoty powstał w XIV w. i został założony przez mnicha o imieniu Marek. Przestał funkcjonować przed 1576, jednak jego cerkiew przetrwała jako parafialna. 
Monaster został ufundowany przez Samuela Lwa Ogińskiego, dworzanina Władysława IV i ciwuna trockiego. Pierwotnie nie znajdował się w granicach Witebska, lecz w miejscowości Markowo w jego najbliższej okolicy. Ogiński ufundował w Markowie najpierw parafialną cerkiew, a w 1642 utworzył przy niej klasztor, którego zabezpieczeniem materialnym miała być cała wieś. Tworząc wspólnotę, Ogiński pragnął obejść zakaz budowania cerkwi prawosławnych w Witebsku, wydany przez króla Zygmunta III Wazę po tym, gdy w 1623 w tymże mieście tłum prawosławnych mieszczan zamordował unickiego arcybiskupa połockiego Jozafata Kuncewicza, bezkompromisowo szerzącego unię brzeską na ziemiach białoruskich Rzeczypospolitej. Zgodnie z wolą fundatora przełożony monasteru miał być obierany przez wspólnotę, jedynie wyboru pierwszego ihumena dokonał metropolita kijowski Piotr Mohyła. Powstanie klasztoru spotkało się z protestami unickiego arcybiskupa połockiego Antoniego Sielawy, który zarzucił prawosławnym łamanie królewskiego przywileju. Mimo to monaster nie został zlikwidowany i przetrwał jako znaczący ośrodek prawosławia na ziemi witebskiej. Należał do grupy monasterów podległych monasterowi Trójcy Świętej w Słucku. Do pożaru w 1690 główną świątynią klasztoru była drewniana cerkiew Świętych Piotra i Pawła. Po jej zniszczeniu wzniesiono nowy obiekt sakralny, zaś w 1760 – kolejną świątynię, tym razem murowaną, pod wezwaniem Opieki Matki Bożej. 
Szczególnym obiektem kultu w monasterze pozostaje kopia Kazańskiej Ikony Matki Bożej, jaką w 1656 podarował ihumenowi Kalikstowi patriarcha moskiewski i całej Rusi Nikon. Ku czci tego wizerunku główna cerkiew klasztorna przyjęła wezwanie Kazańskiej Ikony Matki Bożej. 
Klasztor funkcjonował nieprzerwanie do 1920, gdy został zamknięty przez władze bolszewickie i przekazany milicji. Jego obiekty ulegały systematycznej dewastacji. Czczona w klasztorze ikona znalazła się w muzeum. Po upadku ZSRR obiekty monasterskie zostały zwrócone Rosyjskiemu Kościołowi Prawosławnemu, który w 2000 reaktywował wspólnotę.